# Vellozia stellata
Vellozia stellata är en enhjärtbladig växtart som beskrevs av Lyman Bradford Smith och Edward Solomon Ayensu. Vellozia stellata ingår i släktet Vellozia och familjen Velloziaceae. Inga underarter finns listade.